# Liste der UNESCO-Projektschulen in Deutschland
Das Schulprojekt der UNESCO fördert Schulen unter der Bezeichnung UNESCO-Projektschule, wenn diese schwerpunktmäßig die Erziehung zu internationaler Verständigung und Zusammenarbeit unterstützen. Nach Angaben der UNESCO-Kommission gibt es 2023 in Deutschland etwa 300 UNESCO-Projektschulen.

Logo des Projekts

## Liste von UNESCO-Projektschulen

### Baden-Württemberg
- Berufsbildungswerk, Neckargemünd
- Berufskolleg Institut Dr. Flad, Stuttgart
- Burg-Gymnasium, Schorndorf
- Carl-Benz-Schule, Marxzell
- Droste-Hülshoff-Gymnasium, Freiburg
- Edith-Stein-Gymnasium, Bretten
- Edith-Stein-Schule, Ravensburg
- educcare-Bildungskindertagesstätte Mühlwichtel, Karlsruhe
- Freie Waldorfschule, Karlsruhe
- Geschwister-Scholl-Schule, Tübingen
- Geschwister-Scholl-Schule, Crailsheim-Ingersheim
- Gewerbliche und Hauswirtschaftlich-Sozialpflegerische Schulen, Emmendingen
- Hans-Multscher-Gymnasium, Leutkirch im Allgäu
- Hans und Sophie Scholl Gymnasium, Ulm
- Institut für Heilpädagogik und Erziehungshilfe, Heidelberg
- Internationale Gesamtschule, Heidelberg
- Jörg-Zürn-Gewerbeschule, Überlingen
- Klosterschulen Unserer Lieben Frau, Offenburg
- Peter-Bruckmann-Schule, Heilbronn
- Progymnasium Bad Buchau, Bad Buchau
- Rohräckerschule, Esslingen
- St. Augustinusschule, Ettlingen
- Stephen-Hawking-Schule, Neckargemünd
- Theodor-Heuss-Gymnasium, Aalen
- Tiefburgschule (Grundschule), Heidelberg
- Wagenburg-Gymnasium, Stuttgart
- Werner-Heisenberg-Gymnasium (Karlsruhe), Karlsruhe

### Bayern
- Montessorischule, Freising
- Bertha-von-Suttner-Gymnasium, Neu-Ulm
- Bertolt-Brecht-Schule, Nürnberg
- E.T.A. Hoffmann-Gymnasium Bamberg
- Friedrich-Rückert-Gymnasium, Ebern
- Gymnasium Pegnitz
- Hans-Sachs-Gymnasium, Nürnberg
- Hans-Wilsdorf-Schule, Kulmbach
- Ludmilla-Realschule, Bogen
- Maristen-Gymnasium Furth
- Montessori Volksschule Aufkirchen/Schwaig
- Ostendorfer-Gymnasium Neumarkt in der Oberpfalz
- Otfried-Preußler-Schule, Stephanskirchen
- Rudolf-Steiner-Schule, Gröbenzell
- Rudolf-Steiner-Schule, Nürnberg
- St.-Bonaventura-Realschule Dillingen des Schulwerks der Diözese Augsburg
- Städtische Realschule für Mädchen, Rosenheim
- Städtische Willy-Brandt-Gesamtschule München
- Theodor-Heuss-Gymnasium, Nördlingen
- Veit-Höser-Gymnasium, Bogen
- Grundschule Würzburg-Heuchelhof
- Regental-Gymnasium, Nittenau

### Berlin
- Carl-Zeiss-Oberschule
- Gotthold-Ephraim-Lessing-Oberschule
- Gutenberg-Oberschule
- Hermann-Köhl-Oberschule
- Königin-Luise-Stiftung
- Max-Planck-Gymnasium[2]
- Peter-Petersen-Grundschule
- Robert-Jungk-Oberschule
- Salvador-Allende-Oberschule
- Sophie-Scholl-Schule[3]

### Brandenburg
- 21. Grundschule, Cottbus
- Bürgelschule Rathenow
- Gesamtschule Schlaubetal, Müllrose
- Grundschule am Botanischen Garten, Frankfurt (Oder)
- Grundschule am Humboldtring, Potsdam
- Grundschule Mitte, Frankfurt (Oder)
- Rouanet-Gymnasium Beeskow, Beeskow
- Spreewald-Schule, Lübben
- Städtisches Gymnasium I – Karl-Liebknecht-Gymnasium, Frankfurt (Oder)
- Ulrich von Hutten-Gesamtschule, Frankfurt (Oder)

### Bremen
- Schulzentrum Bürgermeister Smidt, Kaufm. Lehranstalten, Bremerhaven
- Schulzentrum Lerchenstraße
- Wilhelm-Kaisen-Schule

### Hamburg
- Gymnasium Grootmoor
- Helene-Lange-Gymnasium
- Grundschule Arnkielstraße
- Heinrich-Hertz-Schule

### Hessen
- Abendgymnasium I, Frankfurt am Main
- Albert-Schweitzer-Schule, Hofgeismar
- Albert-Schweitzer-Schule, Offenbach am Main
- Alexander-von-Humboldt-Schule, Rüsselsheim
- Altkönigschule, Kronberg im Taunus
- Anna-Schmidt-Schule, Frankfurt am Main
- August-Bebel-Gesamtschule, Wetzlar
- Clemens-Brentano-Europaschule, Lollar
- Edith-Stein-Schule, Darmstadt
- Engelsburg-Gymnasium, Kassel
- Ernst-Ludwig-Schule, Bad Nauheim
- Friedrich-Fröbel-Schule, Viernheim
- Goetheschule, Dieburg
- Heinrich-Böll-Schule, Bruchköbel
- Helene-Lange-Schule, Wiesbaden
- Humboldtschule, Bad Homburg vor der Höhe
- Limesschule, Idstein
- Odenwaldschule, Heppenheim
- Rudolf-Steiner-Schule, Künzell-Loheland
- Wöhlerschule, Frankfurt am Main

(Quelle:)

### Mecklenburg-Vorpommern
- Ferdinand-von-Schill-Schule, Stralsund
- Innerstädtisches Gymnasium Rostock, Rostock
- Haupt- und Realschule Anne Frank, Tessin
- Integrierte Gesamtschule Bertolt Brecht, Schwerin
- Integrierte Gesamtschule Grünthal, Stralsund
- Regionalschule Jawaharlal Nehru, Neustrelitz
- Jürgen-Reichen-Schule, Rostock

### Niedersachsen
- Adolf-Grimme Gesamtschule, Goslar
- Astrid-Lindgren-Schule, Edewecht
- BBS 3, Hannover
- Berufsbildende Schulen Osterholz-Scharmbeck, Osterholz-Scharmbeck
- BBS5 Braunschweig
- Bismarckschule, Hannover
- Cäcilienschule Oldenburg, Oldenburg
- Carl-Benscheidt-Realschule, Alfeld (Leine)
- Christianischule – Oberschule am Kreideberg, Lüneburg
- Domgymnasium Verden, Verden (Aller)
- Erich Kästner Schule, Rhauderfehn
- Gesamtschule Schinkel, Osnabrück
- Herderschule, Bad Pyrmont
- Gymnasium Bad Zwischenahn-Edewecht, Bad Zwischenahn
- Halepaghen-Schule, Buxtehude
- Gymnasium Lüchow
- Hainberg-Gymnasium Göttingen, Göttingen
- Heinrich-Nordhoff-Gesamtschule, Wolfsburg
- Henning-von-Tresckow-Grundschule, Hannover
- Integrierte Gesamtschule Seevetal, Seevetal
- Internat Solling, Holzminden
- Landerziehungsheim Schule Marienau, Dahlem
- Johannes-Althusius-Gymnasium Emden, Emden
- Luhe-Gymnasium, Winsen
- Marion-Blumenthal-Oberschule, Hoya
- Max-Windmüller-Gymnasium, Emden
- Oberschule am Wasserturm, Lüneburg
- Robert-Bosch-Gesamtschule, Hildesheim
- Sophie Scholl Gesamtschule, Wennigsen
- Tilman-Riemenschneider-Gymnasium, Osterode am Harz
- Wilhelm-Gymnasium, Braunschweig
- Wilhelm-Raabe-Schule, Lüneburg

### Nordrhein-Westfalen
- Käthe-Kollwitz-Schule, Recklinghausen
- Albert-Schweitzer-Grundschule, Viersen
- Berufskolleg für Wirtschaft und Verwaltung, Gelsenkirchen
- Christophorusschule, Bonn
- Comenius Kolleg, Mettingen
- Ganztagsgymnasium Johannes Rau, Wuppertal
- Ganztagshauptschule Weißenberg, Neuss
- Hansagymnasium Köln
- Städtische Gesamtschule Holsterhausen, Essen
- Gesamtschule Scharnhorst, Dortmund
- Gesamtschule Ückendorf, Gelsenkirchen
- Graf-Adolf-Gymnasium, Tecklenburg
- Gymnasium Essen-Überruhr
- Hermann-Gmeiner-Schule, Dormagen
- Laborschule an der Universität Bielefeld
- Luisen-Gymnasium, Düsseldorf
- MSJK Düsseldorf
- Oberstufen-Kolleg, Bielefeld
- Paul Gerhardt Schule, Krefeld
- Pestalozzi-Gymnasium Unna
- Realschule Im Klevchen, Heinsberg
- Ricarda-Huch-Gymnasium, Gelsenkirchen
- Robert-Wetzlar-Berufskolleg, Bonn
- Schillergymnasium Münster
- Städt. Siebengebirgsgymnasium, Bad Honnef
- Theodor-König-Gesamtschule, Duisburg
- Thomas-Morus-Gymnasium, Oelde
- UNESCO-Projektschule Heiligenhaus
- UNESCO-Schule Essen
- UNESCO-Schule Kamp-Lintfort
- Pascal-Gymnasium, Grevenbroich

### Rheinland-Pfalz
- Auguste-Viktoria-Gymnasium Trier
- Eichendorff-Gymnasium (Koblenz)
- Freiherr-vom-Stein-Gymnasium (Betzdorf/Kirchen)
- Pamina-Gymnasium Herxheim
- Naturwissenschaftliches Technikum Dr. Künkele, Landau
- Nelson-Mandela-Realschule, Dierdorf
- Realschule Oberwesel Heuss-Adenauer-Schule
- Schule im Bernardshof, Mayen
- Siedlungsgrundschule Speyer
- Wilhelm-Leuschner-Schule, Ludwigshafen
- IGS Kurt Schumacher, Ingelheim

### Saarland
- Freie Waldorfschule, Bexbach
- Illtal-Gymnasium, Illingen
- Sophie-Scholl-Gemeinschaftsschule, Dillingen
- Technisch-Wissenschaftliches Gymnasium, Dillingen
- Geschwister-Scholl-Gymnasium, Lebach
- Christian-von-Mannlich Gymnasium, Homburg
- Leibniz-Gymnasium, St. Ingbert
- Warndtgymnasium, Völklingen

### Sachsen
- 24. Grundschule, Leipzig
- 94. Schule Oberschule, Leipzig
- Carl-von-Linné-Schule, Leipzig
- Dr.-Christoph-Hufeland-Schule, Plauen
- Goethe-Gymnasium Sebnitz, Sebnitz
- Gottfried Pabst von Ohain-Oberschule, Freiberg
- Johannes-Kepler Gymnasium, Leipzig
- Käthe-Kollwitz-Gymnasium, Zwickau
- Käthe-Kollwitz-Oberschule, Crimmitschau
- Marie-Curie-Gymnasium Dresden
- Oberschule Eibenstock, Eibenstock
- Paul-Robeson-Schule, Leipzig
- Richard-von-Schlieben-Oberschule, Zittau
- Sorbische Oberschule, Ralbitz

### Sachsen-Anhalt
- Agricolagymnasium Hohenmölsen
- Domgymnasium Naumburg
- Editha Gymnasium, Magdeburg
- Stephaneum, Aschersleben
- Fallstein-Gymnasium, Osterwieck
- Grundschule Merseburg-Süd
- Gymnasium Am Thie, Blankenburg
- Gymnasium Martineum, Halberstadt
- IGS Willy Brandt, Magdeburg
- Ludwigsgymnasium, Köthen
- Sekundarschule „Freiherr Spiegel“, Halberstadt
- Sekundarschule Werner Seelenbinder, Zielitz
- Ulrich von Hutten Schule, Halle

### Schleswig-Holstein
- Anne-Frank-Schule, Bargteheide
- Carl-Jacob-Burckhardt-Gymnasium, Lübeck
- Grund- und Hauptschule Flensburg-Weiche
- Klaus-Harms-Schule, Kappeln
- Inselschule Fehmarn
- Gemeinschaftsschule Friedrichsort, Kiel
- Eric-Kandel-Gymnasium, Ahrensburg
- Gemeinschaftsschule am Heimgarten, Ahrensburg
- Lise-Meitner-Gymnasium, Norderstedt
- Gemeinschaftsschule Ossenmoorpark, Norderstedt

### Thüringen
- Käthe-Kollwitz-Gymnasium, Lengenfeld unterm Stein
- Musikgymnasium Schloss Belvedere, Weimar
- Pierre-de-Coubertin Sportgymnasium, Erfurt
- Salzmannschule Schnepfenthal, Waltershausen/Schnepfe
- Staatliche Grundschule Heinrich Heine Uhls, Uhlstädt-Kirchhasel
- Staatliche Regelschule Georg Kresse, Triebes
- Staatliche Regelschule Gerhart Hauptmann, Rossleben
- Staatliches Berufsbildendes Schulzentrum Jena-Gösc, Jena-Göschwitz
- Erasmus-Reinhold-Gymnasium, Saalfeld
- Staatliches Gymnasium „Melissantes“, Arnstadt